# بلدية أوغري
بلدية أوغري هي بلدية في لاتفيا، بلغ عدد سكانها 38٬861 نسمة، في 2010، عاصمتها أوغره، تبلغ مساحتها 992 كيلومتر مربع، رمزها البريدي هو 5001–5003.

## الموقع
تشترك في الحدود مع:
- بلدية إكشجيله
- بلدية كوكنيس
- بلدية إيزكروكل  [لغات أخرى]‏
- بلدية سكريفري
- بلدية ليلفارد
- بلدية إيرغلي  [لغات أخرى]‏
- بلدية أماتا
- بلدية فيكبيبالغا  [لغات أخرى]‏
- بلدية روباجي
- بلدية مالبيلس
- بلدية كغومس.

## مدن توأم
المدن التوأم:
- كيرافا[2]
- باسارابياسكا[2]
- هينجيلو[2]
- جوي ليه تور [الإنجليزية]‏[2]
- Bollnäs Municipality [الإنجليزية]‏[2]
- تشرنيغوف[2]
- يارفنبا[2]
- جوفي[2]
- Kelmė [الإنجليزية]‏[2]
- میمنه[2]
- مايتشي[2]
- Nový Bydžov [الإنجليزية]‏[2]
- بلدية أونيه [الإنجليزية]‏[2]
- سالو[2]
- سيغدال (النرويج)[2]
- سلونيم[2]
- فورو (بلدة).[2]

## التقسيمات الإدارية
- أوغره
- Krape Parish [الإنجليزية]‏
- Ķeipene Parish [الإنجليزية]‏
- Laubere Parish [الإنجليزية]‏
- Madliena Parish [الإنجليزية]‏
- Mazozoli Parish [الإنجليزية]‏
- Meņģele Parish [الإنجليزية]‏
- Ogresgals Parish [الإنجليزية]‏
- Suntaži Parish [الإنجليزية]‏
- Taurupe Parish [الإنجليزية]‏.